# Dendritikus sejt

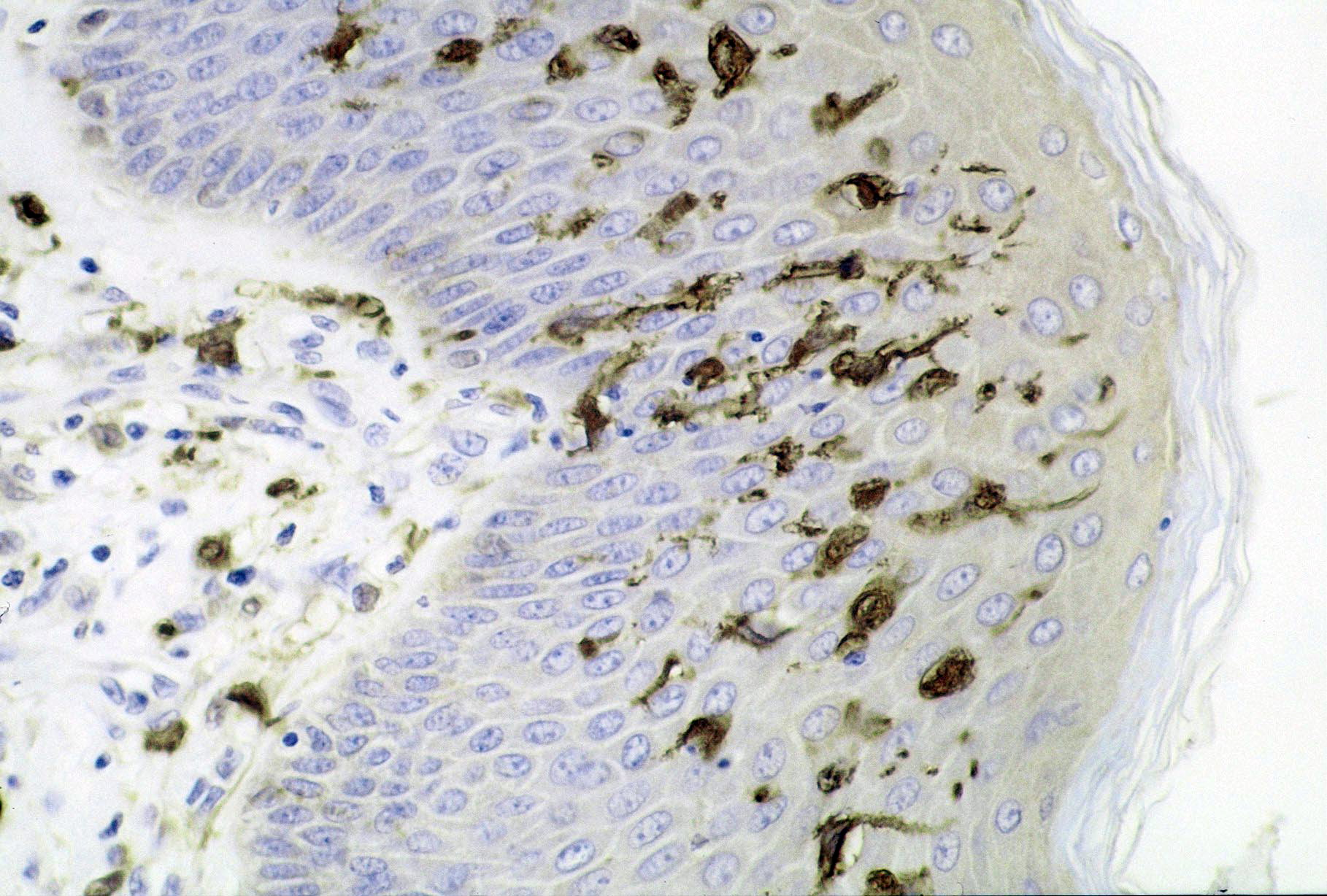
Dendritikus sejtek a bőrben

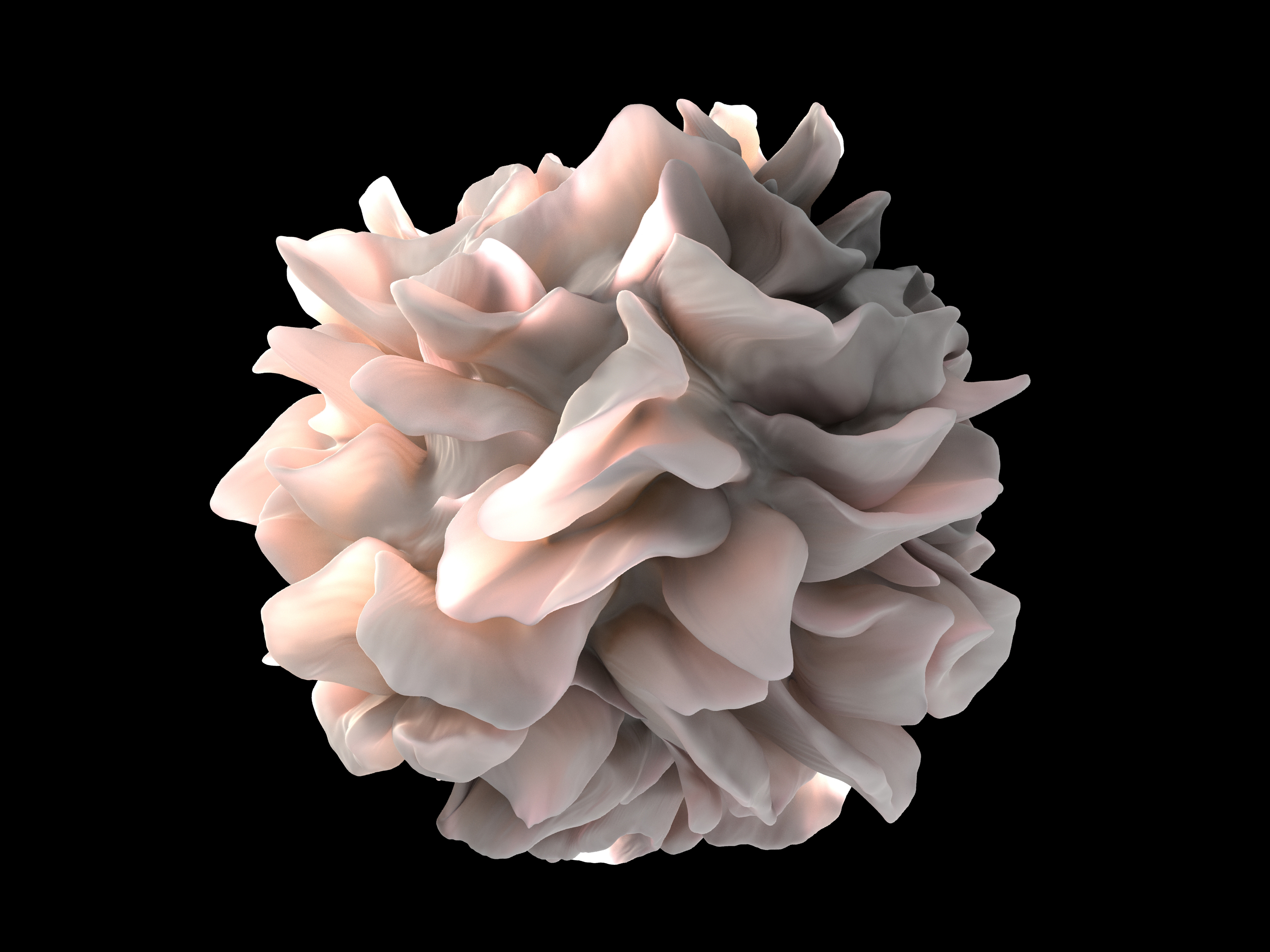
Dendritikus sejt számítógépes modellje

A dendritikus sejtek az emlősök immunrendszeréhez tartoznak, fő feladatuk az antigénprezentáció, vagyis feldolgozzák a kórokozók és egyéb külső anyagok antigénjeit és prezentálják azokat a felszínükön a T-sejtek számára, hogy azt testidegenként ismerje fel. Elősegítik a kommunikációt a veleszületett és az adaptív immunrendszer között.
A dendritikus sejtek azokban a szövetekben találhatóak, amelyek kapcsolatba kerülhetnek a külvilággal, vagyis a bőrben (ahol speciális altípusát Langerhans-sejteknek nevezik), az orr nyálkahártyájában, a tüdőben, a gyomorban és a bélben. Éretlen alakja a vérkeringésben található meg. Aktiválás után a nyirokcsomókba vándorolnak, ahol kapcsolatba lépnek a T- és B-sejtekkel, az adott antigénnel szembeni immunválasz kiváltása érdekében. Fejlődésének bizonyos fázisában elágazó nyúlványokat fejleszt, az ún. dendriteket (görögül fa; nem összetévesztendő az idegsejtek dendritjeivel). Az éretlen dendritikus sejteket citoplazmabeli képleteik alapján fátyolsejteknek is nevezik.
A dendritikus sejteket először Paul Langerhans írta le a 19. század végén. Nevüket Ralph M. Steinmantól kapták, aki a felfedezésükért 2011-ben orvosi Nobel-díjat kapott.

## Típusai
A dendritikus sejteknek (angol rövidítéssel DC) két alcsoportja létezik, a mieloid (csontvelő-eredetű) és plazmacitoid (vagy limfoid; nyirokrendszer eredetű):
| Név                                        | Leírás | Kiválasztás                                                                            | Toll-szerű receptorok |
| hagyományos vagy mieloid dendritikus sejt  | a monocitákhoz hasonlít. Két altípusa ismert, a gyakori mDC-1, amely a T-sejtek elsődleges stimulátora és az igen ritka mDC-2, amelynek a sebfertőzés elleni küzdelemben lehet szerepe | Interleukin-12 (IL-12)                                                                 | TLR 2, TLR 4          |
| plazmacitoid vagy limfoid dendritikus sejt | Külsőre a plazmasejtekre hasonlít, de bizonyos funkciói a dendritikus sejtekhez sorolják                                                                                               | Nagy mennyiségű interferon-alfát termel (korábban interferontermelő sejtnek nevezték). | TLR 7, TLR 9          |

A típusokat a BDCA-2, BDCA-3 és BDCA-4 felszíni markerekkel lehet megkülönböztetni.
Mind a mieloid, mind a limfoid sejtek a vérképző szövetekből származnak. Velük szemben a nyirokcsomók follikuláris dendritikus sejtjei valószínűleg mezenchimális eredetűek, felszínükön nem található MHC II komplex és nevük ellenére nem tartoznak a dendritikus sejtek közé.

## Élettanuk
A denritikus sejtek a csontvelő vérképző szöveteinek elődsejtjeiból származnak. Az elődsejtek először éretlen dendritikus sejtté alakulnak át, amelyeket erős endocitotikus aktivitás és viszonylag alacsony T-sejt aktiváló potenciál jellemez. Az éretlen dendritikus sejtek folyamatosan vizsgálják környezetüket az esetleges kórokozók (vírusok, baktériumok) iránt, amelyet olyan mintázatfelismerő receptorok segítségével tesznek, mint a Toll-szerű receptorok. Ezek a membránfehérjék olyan kémiai jellemzőket ismernek fel, amelyek a patogének felszínén találhatók meg. Az éretlen dendritikus sejtek képesek a szervezet saját élő sejtjeiből a membrán kisebb részeit fagocitálni, bekebelezni. Ha idegen antigénnel találkoznak, akkor aktiválódnak, érett dendritikus sejtté válnak és egy nyirokcsomóba vándorolnak. A felismert patogént, illetve fehérjéjét bekebelezik és kisebb darabokra vágják és az érési folyamat során ezeket a fragmenteket a fő hisztokompatibilitási komplex (angol rövidítéssel MHC) segítségével prezentálják felszínükön. Ezzel egyidejűleg felszínükön megszaporodnak az ún. stimulációs koreceptorok, mint a CD80 (B7.1), CD86 (B7.2) és CD40, amelyek jelentős mértékben megnövelik T-sejt aktiváló képességüket. Szintén megnő a száma a CCR7 kemokinreceptornak, amely kemotaxis révén segíti a sejtet abban, hogy a vérkeringésben a lépbe, vagy a nyirokrendszerben egy nyirokcsomóba vándorolhasson.  Ha odaért, antigénprezentáló sejtként viselkedik: a felszínén komplexben lévő antigénfragmenttel aktiválja a helper T-sejteket, a killer T-sejteket, valamint a B-sejetket. A dendritikus sejtek kiválthatnak T-sejtes toleranciát (az immunválasz gátlását) is; ebben felszíni lektinreceptoraik segítik őket.
Minden egyes helper T-sejt csak egyfajta, rá specifikus antigénnel képes kapcsolódni. Ha olyan antigénprezentáló sejttel (makrofág, B-limfocita vagy dendritikus sejt) találkozik, amely az által felismerhető antigént hordozza, akkor aktiválódik. Azonban a nyirokszerveken kívül a makrofágok és B-sejtek csak a memória T-sejteket tudják aktiválni, míg a dendritikus sejtek mind a memória- mind a naiv T-sejteket aktiválhatják és hatása valamennyi antigénprezentáló sejt közül a legerőteljesebb. A nyirokcsomókban és másodlagos nyirokszervekben mindhárom sejttípus képes aktiválni a naiv T-sejteket. Bár az érett dendritikus sejtek aktiválják az antigénspecifikus, naiv CD8+ T-sejteket, a CD8+ memóriasejtek létrejöttéhez a dendritikus sejt és a CD4+ helper T-sejt onterakciója is szükséges. A CD4+ T-sejt tovább aktiválja az érett dendritikus sejtet és képessé teszi a CD8+ memóriasejtek hatékony indukciójára.
A mieloid dendritikus sejtek a monocitákból származnak; ezek a fehérvérsejtek a megfelelő szignál után vagy dendritikus sejtté vagy makrofággá alakulnak. A monociták a csontvelő vérképző őssejtjeiből jönnek létre. Az átalakulást laboratóriumban is meg lehet figyelni: a periferiális fehérvérsejtek monocitái szövettenyészetben az edény falához tapadnak, interleukin-4 és granulocita-makrofág kolóniastimuláló faktor hozzáadásával pedig kb egy hét alatt éretlen dendritikus sejtekké fejlődnek. Érett sejtté tumor nekrózis faktor hatására válnak.
Az aktivált dendritikus sejtek néhány napig élnek, míg éretlen változataik élettartama ennél jóval hosszabb.

### Citokinek
A dendritikus sejtek folyamatosan kommunikálnak a test más sejtjeivel. Ez a kapcsolat alapulhat közvetlen fizikai kontaktuson, ahol pl. a dendritikus sejt B7-proteinjei interakcióba lépnek a limfociták CD28 sejtfelszíni fehérjéivel. A nagy távolságra ható kommunikáció kémiai anyagok, citokinek segítségével történik.
A kórokozókkal kapcsolatba kerülő dendritikus sejtek azonnal interleukin-12-t kezdenek termelni, amely elősegíti a naiv CD4+ T-sejtek átalakulását Th1 fázisú helper sejtekké; ezzel felkészíti az immunrendszert a patogén elleni küzdelemre. A plazmacitoid eredetű dendritikus sejtek nagy mennyiségű interferon-1-et is előállítanak, amely a fertőzés helyszínére vonzza a makrofágokat.

## Kóroki szerepük

### Blasztikus plazmacitoid dendritikus sejt neoplazma
A blasztikus plazmacitoid dendritikus sejt neoplazma egy ritka csontvelő eredetű tumor, amelyben a malignus plazmacitoid dendritkus sejtek különböző szöveteket (bőr, csontvelő, központi idegrendszer, stb.) infiltrálnak. A betegség jellemző tünetei a többnyire fejen, arcon, felsőtesten jelentkező bőrléziók (papulák, véraláfutássszerű foltok, fekélyek). A belső szervek infiltrációja duzzadt nyirokcsomókkal, megnagyobbodott májjal és léppel, idegrendszeri tünetekkel jár, de megfigyelhetők a szemek, fülek, vesék, tüdők, emésztőszervek, csontok, herék abnormalitásai is. A betegség leukémia formáját is öltheti, amikor a dendritikus sejtek száma kórosan magas (a fehérvérsejtek több mint 2%-a) lesz a vérben és a csontvelőben. Kemoterápiára reagál, de annak befejezés után nagy eséllyel kiújul.

### HIV-fertőzés
Az AIDS-et okozó HIV képes kötődni a dendritikus sejtek felszínén található receptorokhoz; ezek legjobban ismert példája a DC-SIGN protein. A dendritikus sejt bekebelezi a vírust és egy nyirokcsomóba vándorol, ám a HIV ezután képes megtámadni a közeli CD4+ helper T-sejteket, tovább terjesztve a fertőzést. A dendritikus sejtekben való megbúvás az egyik magyarázata annak, hogyan képes a vírus antiretrovirális terápia során is megmaradni a szervezetben. Más vírusok is (pl. a SARS kórokozója) képesek "utazni" a dendritikus sejtekkel, hogy megfelelő gazdasejtet találjanak.

### Autoimmunitás
A dendritikus sejtek jelentős vagy akár kulcsfontosságú szerepet játszhatnak allergia vagy az olyan autoimmun betegségek során, mint a lupus erythematosus és a gyulladásos bélbetegségek (Crohn-betegség, fekélyes vastagbél-gyulladás).

## Egyéb élőlények
A fentiek elsősorban az emberi szervezetre igazak. Más állatokban a dendritikus sejtek funkciói némileg eltérhetnek. A patkányoknál például (egereknél nem) a dendritikus sejteknek létezik egy alcsoportja amely természetes ölősejt-jellegű feladatokat végez. Ettől függetlenül a fő funkciójuk mindenütt az immunológiai őrjáratozás, felismerni és összegyűjteni a kórokozókról szóló információkat és megindítani az ellenintézkedéseket. A dendritikus sejtek megtalálhatóak a madarakban (csirke) és a hüllőkben (teknős) is.

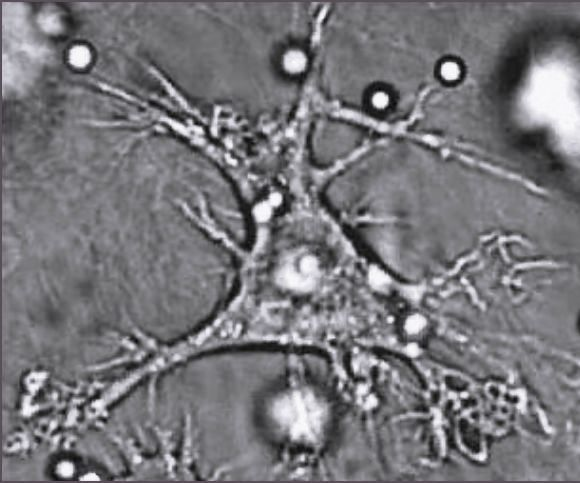
Dendritikus sejt
- Gombakonídiumot vonszoló (de nem fagocitáló) dendritikus sejt
- Konídiumokat fellvevő dendritikus sejt

## Fordítás
- Ez a szócikk részben vagy egészben  a   Dendritic cell című angol Wikipédia-szócikk ezen változatának fordításán alapul.  Az eredeti cikk szerkesztőit annak laptörténete sorolja fel. Ez a jelzés csupán a megfogalmazás eredetét és a szerzői jogokat jelzi, nem szolgál a cikkben szereplő információk forrásmegjelöléseként.